# Gerszon Dua

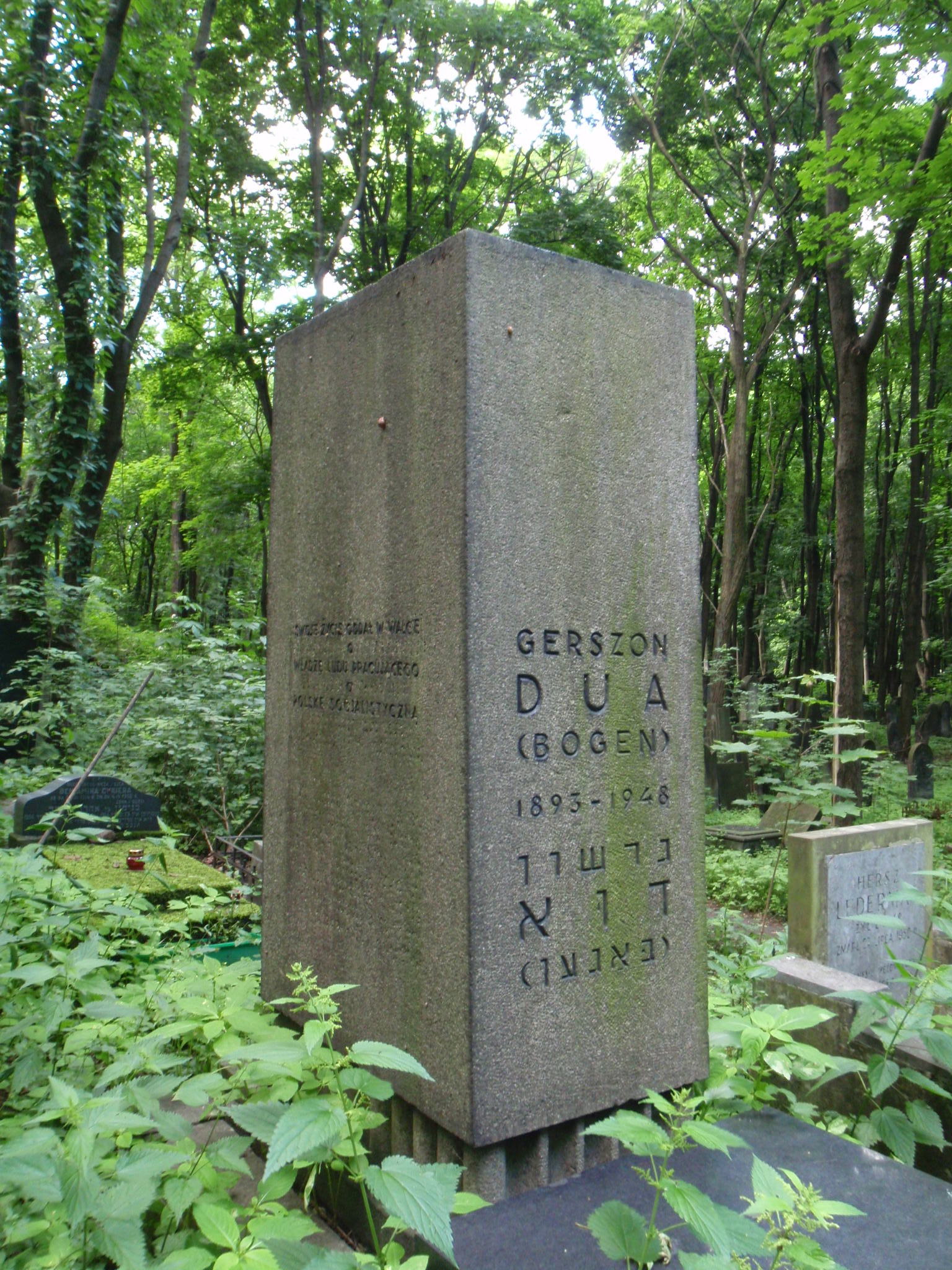
Grób Gerszona Dui na cmentarzu żydowskim w Warszawie

Gerszon Dua-Bogen (jid. גרשון דוא-באָגען; ur. 4 maja 1892 w Siedlcach, zm. 12 lutego 1948 pod Oświęcimiem) – polski działacz komunistyczny żydowskiego pochodzenia.

## Życiorys
Urodził się w biednej, ortodoksyjnej rodzinie żydowskiej. W 1909 wstąpił do Poalej Syjon. W 1911 wyemigrował do Stanów Zjednoczonych, jednak w 1913 powrócił. Nadal działał w Poalej Syjon; był m.in. sekretarzem oddziału warszawskiego. W 1920 wyemigrował do Palestyny, gdzie był współzałożycielem Komunistycznej Partii Palestyny i jej pierwszym sekretarzem. Represjonowany przez władze brytyjskie, w 1921 wrócił do Polski. Został wówczas wybrany na sekretarza Komitetu Centralnego Poalej Syjon - Lewicy. W 1922 został wysłany na przeszkolenie do Moskwy, skąd nielegalnie powrócił pod koniec tego roku. Od tego czasu do 1927 pełnił funkcję sekretarza Centralnego Biura Żydowskiego. W 1924 został dwukrotnie aresztowany za działalność antypaństwową; wyjechał ponownie do Związku Radzieckiego, gdzie był kierownikiem Centralnej Szkoły Partyjnej przy KC Komunistycznej Partii Zachodniej Białorusi. W 1928 został skierowany przez partię do Stanów Zjednoczonych w celu prowadzenia propagandy wśród robotników amerykańskich. Zagrożony aresztowaniem, wrócił najpierw do Moskwy, a następnie do Polski. W marcu 1929 ponownie aresztowany za działalność antypaństwową; w 1930 zwolniony za kaucją. Udał się ponownie do Związku Radzieckiego, gdzie przebywał do 1935 pracując w Międzynarodówce Komunistycznej.
W maju 1935 wrócił do Polski. Został kierownikiem Wydziału Żydowskiego przy Sekretariacie Krajowym KC Komunistycznej Partii Polski, sprawując jednocześnie nadzór polityczny nad centralami Komunistycznych Partii Zachodniej Ukrainy i Zachodniej Białorusi. W 1937 został delegowany przez KC KPP do Hiszpanii, gdzie kierował pracą partyjno-polityczną w Bazie Brygad Międzynarodowych w Albacete. Był jednym z organizatorów Żydowskiej Kompanii im. Naftaliego Botwina w Brygadzie im. Jarosława Dąbrowskiego. Po delegalizacji Komunistycznej Partii Polski w 1938, wyjechał do Paryża, gdzie nawiązał kontakt z Komunistyczną Partią Stanów Zjednoczonych. Wybuch II wojny światowej zastał go we Francji. W 1942 przedostał się na Kubę, gdzie przebywał do 1947.
We wrześniu 1947 wrócił do Polski, gdzie pracował w Komitecie Centralnym Polskiej Partii Robotniczej i Centralnym Komitecie Żydów Polskich. Zginął w wypadku samochodowym pod Oświęcimiem. Jest pochowany na cmentarzu żydowskim przy ulicy Okopowej w Warszawie (kwatera 31, rząd 3). Pośmiertnie 14 lutego 1948 odznaczony Krzyżem Złotym Orderu Virtuti Militari.